# Mongar

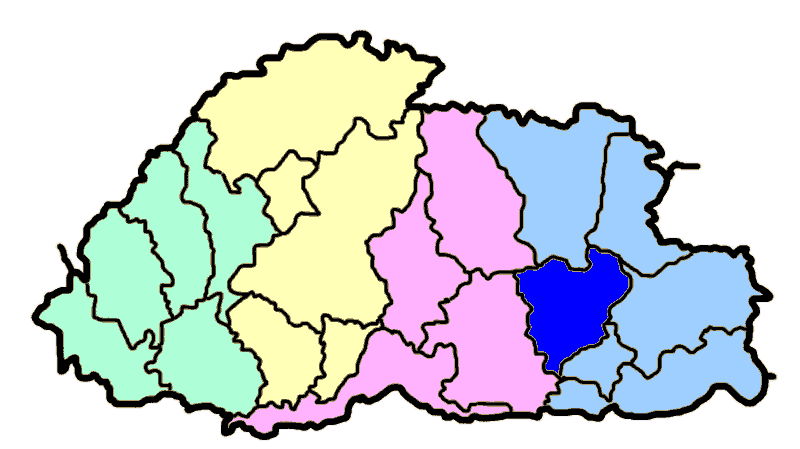
Districtul Mongar

Mongar este un district din Bhutan. Are o suprfață de 1.830 km² și o populație de 73.239 locuitori. Districtul Mongar este divizat în 16 municipii.